# Resolutie 1869 Veiligheidsraad Verenigde Naties
Resolutie 1869 van de Veiligheidsraad van de Verenigde Naties werd unaniem door de Veiligheidsraad van de Verenigde Naties aangenomen op 25 maart 2009, en stemde in met Valentin Inzko als de nieuw aangestelde hoge vertegenwoordiger voor Bosnië en Herzegovina.

## Achtergrond
In 1980 overleed de Joegoslavische leider Tito, die decennialang de bindende kracht was geweest tussen de zes deelstaten van het land. Na zijn dood kende het nationalisme een sterke opmars, en in 1991 verklaarden verschillende deelstaten zich onafhankelijk. Zo ook Bosnië en Herzegovina, waar in 1992 een burgeroorlog ontstond tussen de Bosniakken, Kroaten en Serviërs. Deze oorlog, waarbij etnische zuiveringen plaatsvonden, ging door tot in 1995 vrede werd gesloten. Hierop werd de NAVO-operatie IFOR gestuurd die de uitvoering ervan moest afdwingen. Die werd in 1996 vervangen door SFOR, die op zijn beurt in 2004 werd vervangen door de Europese operatie EUFOR Althea.

## Inhoud

### Waarnemingen
In 1995 was het vredesakkoord voor Bosnië en Herzegovina ondertekend. Dat akkoord werd vervolgens uitgevoerd door de Vredesuitvoeringsraad, onder leiding van een stuurraad.

### Handelingen
Op 13 maart had die stuurraad de Oostenrijker Valentin Inzko aangesteld als hoge vertegenwoordiger voor Bosnië en Herzegovina, als opvolger van de Slowaak Miroslav Lajčák. De hoge vertegenwoordiger leidde de uitvoering van het vredesakkoord en coördineerde de activiteiten van de burgerorganisaties en agentschappen die daarbij betrokken waren. Hij was ook de laatste autoriteit wat betrof de interpretatie van annex 10 bij de civiele uitvoering van het vredesakkoord.

## Verwante resoluties
- Resolutie 1845 Veiligheidsraad Verenigde Naties (2008)
- Resolutie 1849 Veiligheidsraad Verenigde Naties (2008)
- Resolutie 1877 Veiligheidsraad Verenigde Naties
- Resolutie 1895 Veiligheidsraad Verenigde Naties

Lijst ·  1860 ·  1861 ·  1862 ·  1863 ·  1864 ·  1865 ·  1866 ·  1867 ·  1868 ·  1869 ·  1870 ·  1871 ·  1872 ·  1873 ·  1874 ·  1875 ·  1876 ·  1877 ·  1878 ·  1879 ·  1880 ·  1881 ·  1882 ·  1883 ·  1884 ·  1885 ·  1886 ·  1887 ·  1888 ·  1889 ·  1890 ·  1891 ·  1892 ·  1893 ·  1894 ·  1895 ·  1896 ·  1897 ·  1898 ·  1899 ·  1900 ·  1901 ·  1902 ·  1903 ·  1904 ·  1905 ·  1906 ·  1907